# 더 시크릿 (2007년 영화)
《더 시크릿》(프랑스어: Si j'étais toi, 영어: The Secret)은 2007년 공개된 프랑스의 스릴러 드라마 영화이다. 다키타 요지로가 연출한 일본 영화 《비밀》(1999)을 리메이크한 작품이다.

## 줄거리
해나는 운전 중에 10대 딸 서맨사와 말다툼을 하다가 트럭과 정면 충돌하고, 두 사람 다 중환자실로 실려갔다가 해나가 사망한다.
하지만 살아남은 서맨사의 몸안에는 해나의 영혼이 들어있었고, 해나는 서맨사의 영혼이 돌아올 일에 대비해 서맨사로 살아가게 된다.
해나는 사춘기의 몸으로 서맨사가 겪고 있던 다양한 어려움을 직접 겪으며 서맨사를 이해하게 된다. 한편으로는 서로 깊이 사랑하는 벤과 서맨사의 몸으로 부부 관계를 갖기 직전까지 가는 위험천만한 상황을 겪는 등 긴장 관계가 지속된다.    
해나는 서맨사 친구들 권유로 케타민을 시도했다가 환각 상태에서 사고로 사망한 해나 자신의 모습을 보고 공황 상태에 빠진다. 한편 이때를 기점으로 서맨사의 영혼이 서맨사의 몸에 나타났다가 사라지길 반복한다.    
해나는 서맨사가 돌아오고 있음을 직감하고 떠날 준비를 하는데...    

## 출연
- 데이비드 듀코브니 - 벤 매리스 역
- 올리비아 설비 - 서맨사 매리스 역
- 릴리 테일러 - 해나 매리스 역
- 브렌던 섹스턴 3세 - 이선 역
- 로랑스 르뵈프 - 어밀리아 역
- 브루스 램지 - 대니얼 하핀 역
- 코리 세비에이 - 저스틴 역

## 기타 제작진
- 협력 제작: 인디아 오즈번 역
- 미술: 세르주 뷔로